# 女芸人手作りバトル
女芸人手作りバトルは、フジテレビ系列のバラエティ番組『はねるのトびら』内で2009年から放送されている企画の総称。

## 概要
女性芸人が「男をオトす」ことをテーマに手作りした料理などを人気俳優ら男性ゲストの元に届け、誰が作ったかを伏せて最も気に入った品を選んでもらう。お笑いではなく「女」としての優劣をプライドを賭けて競うため、最後まで負け残った者は相当な精神的ショックを受けると発言している。
2009年2月11日にバレンタインデー企画として最初に放送され、同年の秋・冬の2時間スペシャルを丸ごと使って放送されるなど、番組の主力企画の一つとなった。
スタジオでそれぞれが作った品を紹介した後、マイクロバスでゲストが待つ場所まで移動する間にトークを収録し、ゲストと対面する。この進行形式やBGM（ノーランズの『ダンシング・シスター』など）は、2006年に2度放送された男性メンバーの女装企画と共通している。

## 出演者

### 女芸人
- 虻川美穂子（北陽）（番組レギュラー）
料理などは超初心者。オープニングトークでは最初に作品を発表した後、他のメンバーの作品を見て激しく意気消沈する流れが定着している。ハート形にこだわって男性レギュラー陣に煙たがられる。
- 伊藤さおり（北陽）（番組レギュラー）
パン作りでプロ級の腕前を持つが、それが逆効果となり中盤以下に負け残ることが多い。番組ではダメ芸人扱いされているが、この企画の時だけはテンションが高く饒舌である。
- いとうあさこ（企画レギュラー）
酒なしで男をオトしたことがないため、料理には必ずワインを添える。
- エド・はるみ（企画レギュラー）
最下位の常連。ルールにこだわって他のメンバーにケチをつけるが、2009年クリスマスSPでは自分の作品が反則と指摘されると屁理屈をこね続けてひんしゅくを買った。それでも、2009年9月のSPでは上位抜けを果たした。（結果は2位抜け。）
- はるな愛（企画レギュラー）
元男性のため男の気持ちが分かると自負する。経営する飲食店を通じて仕入れた希少な高級食材を毎回使用。この企画のおかげで雑誌等の「モテ料理」特集の取材が増えたと発言。2009年9月の勝負メシバトルでは6位という下位の結果になってしまった。
- くわばたりえ（クワバタオハラ）
最初の2回に参加した。第2回放送の直前に電撃結婚を他局の番組で発表したためか、第3回以降は番組内でくわばたの存在に触れることなくアジアン馬場園に交代させられた。
- 馬場園梓（アジアン）
くわばたに代わって参加。料理に自信を持ち、はるなと共に上位の常連。2009年の9月の勝負メシバトルではるなと共に下位の結果になった。（結果は5位抜け。）
- 近藤春菜（ハリセンボン）（2009年9月の勝負メシバトルに参加）
はるな愛の1位抜けの3連覇を阻止した。
- バービー（フォーリンラブ）（2009年12月のクリスマスケーキバトルに参加）

### 男性レギュラー
- 西野亮廣（キングコング） - MC
- 梶原雄太（キングコング）、板倉俊之・堤下敦（インパルス）、塚地武雅（ドランクドラゴン） - ガヤとしてロケに同行

## 放送内容

### 女芸人手編みプレゼントバトル
2009年2月11日放送。マフラーなどの手芸作品を持参。最下位となった虻川のマフラーは鈴を縫い付けてトークを妨害するほど音がうるさく、裏地としてタオルを雑に縫い付けたものだった。男性ゲストは佐藤健・風間トオル・宮下純一・藤岡弘、（藤岡は2品選択）。

### 女芸人手作りお弁当バトル
2009年4月29日放送。ゲストは生田斗真・河村隆一・佐藤隆太・江口洋介（江口は2品選択）。ゴリ（ガレッジセール）も江口と共に登場したが品選びには参加しなかった。
伊藤は器のバスケットまでパン生地で手作りした気合いの入った作品だったが、ゲストのほとんどがごはん好きだったため最下位に。虻川は江口に料理を褒められ（後ろを向いていて誰の料理が褒められたか分からないにもかかわらず）号泣した。
収録してから放送されるまでの間にくわばたが他の番組で長年交際した男性との電撃結婚を発表した。元々負け犬キャラとして参加しており筋が通らないためか、これを最後に降板した（はねるのトびらの他のコーナーへの出演もこれ以降ない）。くわばたはブログではねるのトびらメンバーやスタッフに謝罪した（）。

### 女芸人手作り勝負メシバトル
2009年7月8日放送。ゲストは溝端淳平・宮﨑大輔・速水もこみち・髙嶋政宏・大澄賢也。アジアン馬場園が初参戦。最下位はエド。

### 女芸人勝負メシレストラン 順位発表
2009年8月5日放送。お台場合衆国にメンバーが作った勝負メシを再現した料理を提供するレストランがあり、その売り上げ中間順位を発表した。虻川の卵がカチカチのオムライスが放送で最もいじられたこともあり1位に。子どもが嫌いな野菜を食べるようになったという保護者の声も多かった。エドのロールキャベツ等は売れ行きが悪く、初日から材料の仕入れを止める、スタッフの賄いがいつもこれになる等、スタッフからも不人気で売り上げ最下位となり、その時点でメニューから外された。

### 女芸人手作り勝負メシバトル第2弾
2009年9月23日の2時間スペシャル全てを使って放送。ハリセンボン近藤が初参戦。ゲストは滝沢秀明・小栗旬・松山ケンイチ・要潤・高田延彦・吉田栄作。キャスティングに女芸人へのサプライズが盛り込まれていた（近藤は松山の、いとうは要の、馬場園は高田の大ファン）。
前回はるなと馬場園が突出して豪華な料理を作ったため、1人3品までのルールが設けられ、特にエドがそれに固執して他のメンバーにケチをつけた。最下位はいとう。
近藤は松山との初対面の演出として後ろを向かされて待ったが、振り向くと強烈なルックスの竹谷和樹ディレクターがいるというくだりが繰り返された。また秋山竜次・馬場裕之（ロバート）が度々登場して邪魔した。

### 女芸人手作りクリスマスケーキバトル
2009年12月23日の2時間スペシャルに入り切らなくなり、前週の12月16日に一部を放送。
ゲストはオードリー・亀田興毅（2品選択）・中澤佑二・東山紀之。他に女芸人や番組メンバーへのドッキリが盛り込まれており、虻川の恋人（桝谷周一郎、イタリア料理店オーナーシェフ）、梶原の自宅から中継して妻・子供達と母が出演した。また板倉の恋人（一般人）の存在が暴露され、彼女が作ったケーキも参加した。オードリー春日俊彰の母親が作ったケーキも参加。はるながニューハーフの世界コンテスト「ミス・インターナショナルクイーン」で競った2位のタイ人ニューハーフがサプライズで登場した。
エドが作ったタルト生地は市販のクッキーを砕いてバターを少し加えただけのもので、亀田がこのタルト生地のみを気に入って選ぶとはるながクレームをつけ、亀田の判断で反則負けとなった。そのまま負け残り最下位に。